# إسباستر
بلدية إسباستر (بالإسبانية: Ispaster)‏ هي بلدية تقع في مقاطعة بيسكاي, التي تقع في منطقة الباسك شمالي إسبانيا.

## أعلام
- فرانثيسكو جابيكا

## وصلات خارجية
- (بالإسبانية)